# 武藏岩井站
武藏岩井站（日语：／ Musashi-Iwai eki */?）是位於東京都西多摩郡日之出町大字大久野字岩井，日本國有鐵道（國鐵）的五日市線岩井支線車站（廢站）。

## 歷史
- 1925年（大正14年）9月20日 - 五日市鐵道武藏五日市站至此站之間開通，此站啟用[1]。
- 1940年（昭和15年）10月3日 - 五日市鐵道與南武鐵道合併，成為南武鐵道五日市線車站[1]。
- 1944年（昭和19年）4月1日 - 南武鐵道被國有化，成為鐵道省（後來為日本國有鐵道）車站[1]。
- 1952年（昭和27年）3月20日 - 行李、小行李與貨物起卸業務廢止[2]。同時，乘車設有限制（只限來往五日市線與青梅線內各站）[2]。
- 1971年（昭和46年）2月1日 - 五日市線（岩井支線）大久野至此站之間廢線，此站廢止[1]。

在車站當初設有水泥運送功能。貨運列車不會途經武藏五日市站，列車會從三内信號場（該處不可起卸貨物）途經拜島站前往京濱工業地帶。另一方面，旅客列車在此站至三內信號場之間改變行駛方向（折返式路線）。該段路線的班次非常少，在廢止前只有1卡電動列車行走，於早上和黃昏每日設有6往返班次。
在1971年，隨著國鐵重整經營（同時期，本地線（赤字83線）廢止的問題開始浮現）。五日市線引入中央控制行車（CTC）而把此站廢止。旅客運送業務由西東京巴士繼承。在武藏岩井附近的日本水泥西多摩工場中還設有專用線，當中，貨運列車會運送燃料至工場內，並從工場運送水泥。在1982年，五日市線的貨物營業暫停，武藏五日市至大久野之間也廢止，岩井支線正式取消。

## 廢止時的車站構造
此站是地面車站，設有1面1線的單式月台。此站設有木造車站大樓

## 車站周邊
- 太平洋水泥（舊・日本水泥、淺野水泥）
- 東京都道184號奧多摩秋留野線（日语：東京都道184号奥多摩あきる野線）
- 平井川（日语：平井川）

## 車站遺址
武藏岩井站遺址，變成為太平洋水泥從業員專用單車停泊處。

## 現時連接交通
- 西東京巴士（日语：西東京バス）「岩井橋」巴士站（五日市營業所（日语：西東京バス五日市営業所））
  - 【五20】武藏五日市站－Tsurutsuru溫泉
  - 【五21】武藏五日市站－松尾

## 相鄰車站
日本國有鐵道
五日市線（岩井支線）
大久野－武藏岩井

## 注腳
1. 1 2 3 4 5 6  曾根悟（監修）. 朝日新聞出版分冊百科編集部（編集） , 编. . 週刊朝日百科. 38号 青梅線・鶴見線・南武線・五日市線. 朝日新聞出版. 2010-04-11: 24 （日语）.
2. 1 2  「日本国有鉄道公示第83号」『官報』1952年3月14日（國立國會圖書館數碼化收藏）
3. ↑  中村文雄「青梅・五日市線の近代化」《鐵道迷》No.120
4. 1 2  中村建治《東京消えた全97駅》2015年，49-50頁
5. ↑  （日語）